# Psellidotus aztecanus
Psellidotus aztecanus är en tvåvingeart som först beskrevs av James 1979.  Psellidotus aztecanus ingår i släktet Psellidotus och familjen vapenflugor. Inga underarter finns listade i Catalogue of Life.